# Механицизм
Механици́зм (механизм) — метод познания и миропонимание, рассматривающие мир как механизм. В более широком смысле механицизм есть метод сведе́ния сложных явлений к механике, физическим причинам; противопоставлялся витализму.

## Основные идеи
- Материя дискретна и представляет собой совокупность неделимых и неизменяемых, абсолютно твердых частиц (атомов), отличающихся друг от друга главным образом в количественном отношении (массой).
- Все виды движения в природе сводятся к механическому перемещению тел и составляющих их частиц.
- Движение происходит в абсолютном пространстве, которое представляет собой некую самостоятельно существующую субстанцию в виде бесконечной однородной протяжённости, не зависящей от материи и не связанной с ней. Все процессы протекают в абсолютном времени, которое представляет собой ни от чего не зависящую длительность.
- Всеобщая взаимосвязь объектов осуществляется за счет тяготения, которое рассматривается как универсальный тип взаимодействия и осуществляется мгновенно без всякого посредника (дальнодействие).
- Причина рассматривается как внешнее воздействие (сила), причинность явлений состоит в однозначной предопределённости любого состояния исходным начальным состоянием (лапласовский детерминизм).
- Все явления в мире подчиняются законам ньютоновской динамики, которые имеют универсальный характер.

## Исторический взгляд
Благодаря успехам физики в XVI—XVIII веках возникло желание перенести физическое миропонимание на другие науки.
В качестве единственного метода подлинной науки рассматривалась математика, понимаемая (ввиду её тогдашнего уровня) в основном механистически.
Основателями механицизма могут считаться учёные и натурфилософы первой половины XVII века:
- Галилео Галилей,
- Себастьян Бассо,
- Исаак Бекман,
- Марен Мерсенн,
- Пьер Гассенди,
- Томас Гоббс,
- Рене Декарт.

Последователями механицизма во второй половине XVII века были
- Христиан Гюйгенс,
- Роберт Гук,
- Роберт Бойль,
- Исаак Ньютон,
- Уолтер Чарлтон.

Представителями механицизма в XVIII веке были:
- Пьер-Симон Лаплас, (в естествознании),
- Жюльен Офре де Ламетри,
- Поль Анри Гольбах, (в философии).

Последователями механицизма в XIX веке являлись
- Людвиг Бюхнер,
- Карл Фохт,
- Якоб Молешотт,
- Евгений Дюринг.

«Все физики согласны с тем, что задача физики состоит в приведении явлений природы к простым законам механики» 1894 г.
Герц Г. Р. Принципы механики, изложенные в новой связи. — М.: Изд. АН СССР, 1959. стр.9
Die Prinzipien der Mechanik in neuem Zusammenhange dargestellt , Leipzig, 1894,

## Критика
Анри Бергсон иллюстрирует суть механицизма следующим высказыванием Гексли: «Если верно основное положение эволюции о том, что весь мир — одушевлённый и неодушевлённый — есть результат подчинённого определённым законам взаимодействия сил, присущих молекулам, которые составляли начальную туманность Вселенной, то не менее верно и то, что современный мир потенциально уже содержался в космическом паре и достаточно сильный интеллект, зная свойства молекул этого пара, мог бы предсказать, к примеру, состояние фауны в Великобритании в 1868 году с такой же точностью, с какой определяют, что происходит с паром, который мы выдыхаем в холодный зимний день» (см. Демон Лапласа).
Критикуя механицизм, Бергсон отмечает, что тот полагает мир состоящим из неизменных частей, лишь перемещающихся в пространстве, и не признаёт биологическую форму развития. Бергсон указывает, что механицизм по сути отвергает историческое развитие.
Марксистско-ленинская философия всегда вела самую решительную борьбу против попыток возродить механистический материализм. В Советском Союзе группка механистов (Л. И. Аксельрод, А. И. Варьяш и др.) пыталась ревизовать диалектический материализм с механистической точки зрения. Против них выступили В. В. Адоратский, А. М. Деборин, Л. Рудаш, М. 3. Селектор, Е. М. Ярославский и др. Эта дискуссия вошла в историю советской философии как глава «О борьбе с механицизмом».